# Princové z Toweru

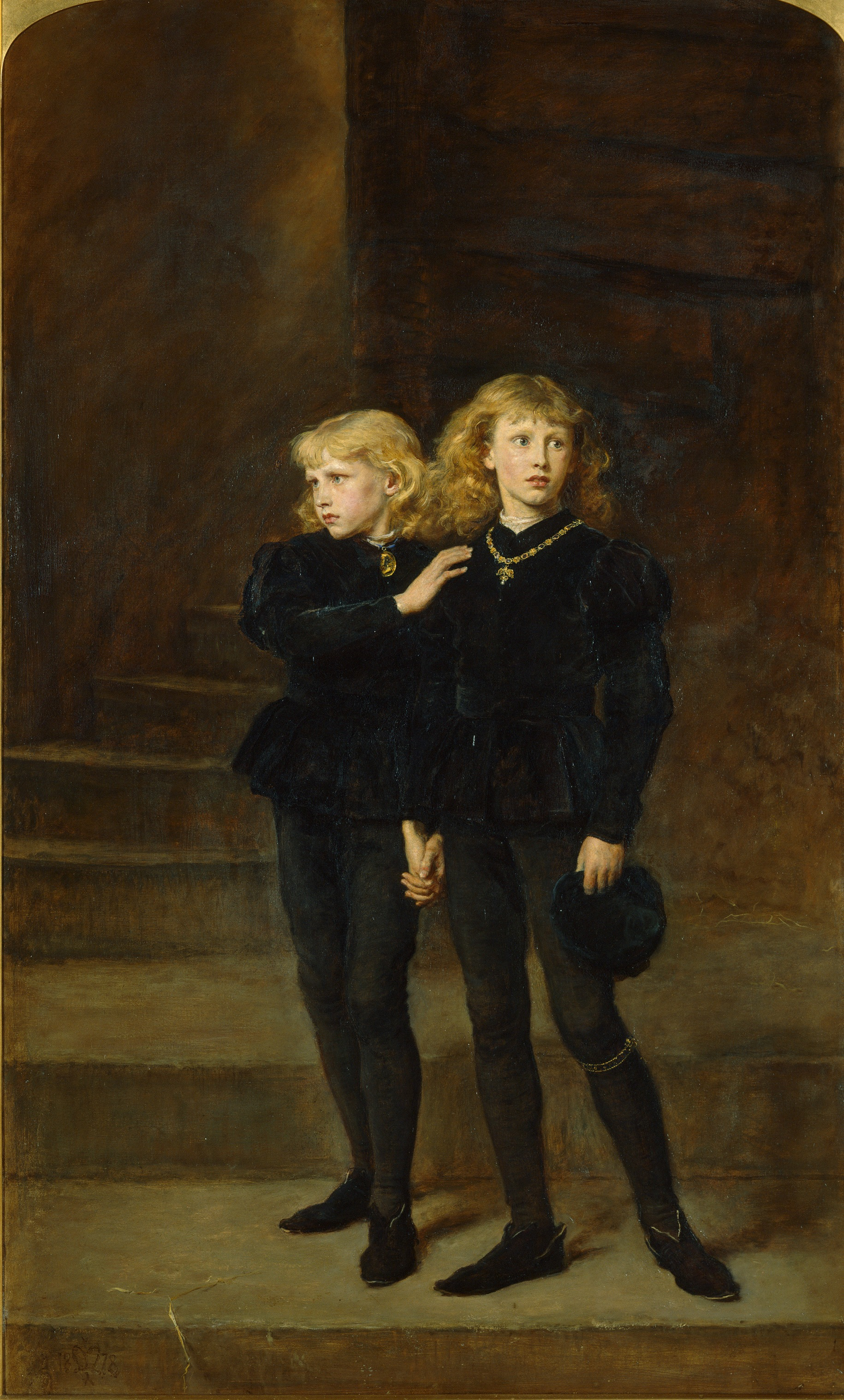
Princové z Toweru (John Everett Millais 1878)

Princové z Toweru je označení používané pro Eduarda a Richarda, syny anglického krále Eduarda IV., kteří byli po otcově smrti v roce 1483 prohlášeni za nelegitimní potomky a drženi v Towerské pevnosti v Londýně.

## Historie
V dubnu 1483 zemřel anglický král Eduard IV. a zanechal po sobě dva nezletilé syny: následníka trůnu Eduarda a Richarda. Po otcově smrti žil Eduard V. ve společnosti své matky Alžběty na hradě Ludlow, ale Eduardův strýc a královský regent Richard z Glouchesteru převzal oba chlapce do své péče. Po několika týdnech byli oba chlapci prohlášeni za nelegitimní a umístěni do Toweru, a Richard se prohlásil za krále Anglie. Ještě počátkem června 1483 byli malí princové vídáni v zahradách Toweru, poté však zmizeli.
Brzy proti Richardově vládě došlo ke vzpouře. Jindřich Stafford, vévoda z Buckinghamu, se neúspěšně pokusil o převrat. Staffordův spojenec Jindřich Tudor, vévoda z Richmondu, toho času v exilu ve Francii, se kvůli nepřízni počasí nemohl vydat se svými muži přes Lamanšský průliv. Když se dozvěděl o neúspěchu rebelie, rozhodl se počkat na vhodnější chvíli.
Na jaře 1484 byl Richardův syn Eduard potvrzen jako následník trůnu, avšak krátce poté zemřel, a posléze i jeho matka Anna Nevillová. Richard se snad následně chystal oženit se svou vlastní neteří Alžbětou, dcerou Eduarda IV., snad za účelem upevnění jeho práva na trůn. Veřejná podpora díky tomu zeslábla, a jeho bývalí spojenci se přidali na stranu Jindřicha Tudora.
Richardovi nepřátelé udělali, co mohli, aby pro sebe získali podporu. A zmizení princů jim hrálo přímo do karet. Jindřich se objevil ve Walesu a postupoval do Anglie, cestou sbíraje vojáky. Richard jim se svou armádou pospíchal naproti. Potkali se v Bosworthu. V zuřivé bitvě Jindřich prohrával, když důležití Richardovi spojenci ho zradili a přešli k Jindřichovi. Jindřich Richarda porazil a prohlásil se králem. V tomto bodě musel Jindřich prince z Toweru považovat za mrtvé, poněvadž jinak by on sám neměl nárok na trůn. A kdyby náhodou mrtví nebyli, začal rozšiřovat zvěsti, že je Richard III. nechal zadusit polštářem a jejich těla byla zakopána v Toweru. V roce 1502 se k vraždě po mučení přiznal jistý James Tyrell, což není potvrzená informace, protože je známa pouze z biografie Richarda III. od Tomáše Morea, což není spolehlivý zdroj.
V roce 1674 dělníci začali připravovat rekonstrukci Bílé věže v Toweru. Když odklízeli suť na patě schodiště, narazili na hrůzný nález: dvě malé, zjevně dětské kostry. Okamžitý předpoklad v tom čase byl, že jsou to pozůstatky Eduarda a Richarda, princů z Toweru. V té době nebylo možno vědecky prokázat, zda ostatky skutečně patřily dvěma princům, přesto však byly pohřbeny ve Westminsterském opatství. Při pozdějším pokusu o prozkoumání koster z roku 1933 byla zjištěna vážná zranění na čelisti staršího chlapce. Dosud však nebyl proveden definitivní průzkum, který by potvrzoval pravdivost teorií, zda se jedná o malé prince.
Za nejlogičtějšího podezřelého je považován Richard III. Dějiny ho velmi dlouhou dobu pokládaly za viníka. Jenže problém s historií je ten, že je psaná vítězi. To, co bylo napsáno o Richardu III., bylo napsáno za vlády Jindřicha Tudora a jeho nástupců. K jeho obvinění přispěl i William Shakespeare, který napsal historickou hru Richard III. za panování Alžběty I., která pocházela z Tudorovy linie, čímž se zřejmě chtěl zalíbit královně na úkor předcházející vládnoucí yorské dynastie.

## Nové objevy
- Shromažďuje je projekt The Missing Princes Project: jedním z jeho objevů je nález účtenek náležících Maxmiliánu I. Habsburskému, které mu zaslala Markéta z Yorku například kvůli proplacení zbraní v roce 1487 pro svého příbuzného vévodu z Yorku:‘to serve nephew – son of King Edward, late her brother (may God save his soul), [who was] expelled from his dominion.’ Druhý princ Richard z Yorku měl kolem roku 1500 popsat svůj život po zmizení z Toweru. [1][2]
- Tim Thornton, profesor historie na University of Huddersfield objevil v roce 2024 neznámou zmínku o (ceremoniálním) řetězu náležícímu Edvardovi V.v závěti u příbuzné blízkého služebníka Richarda III.[3]